# Giuseppe Nadi
Giuseppe Nadi (Casalecchio di Reno, 1779 – Bologna, 18 giugno 1814) è stato un architetto italiano.

## Biografia

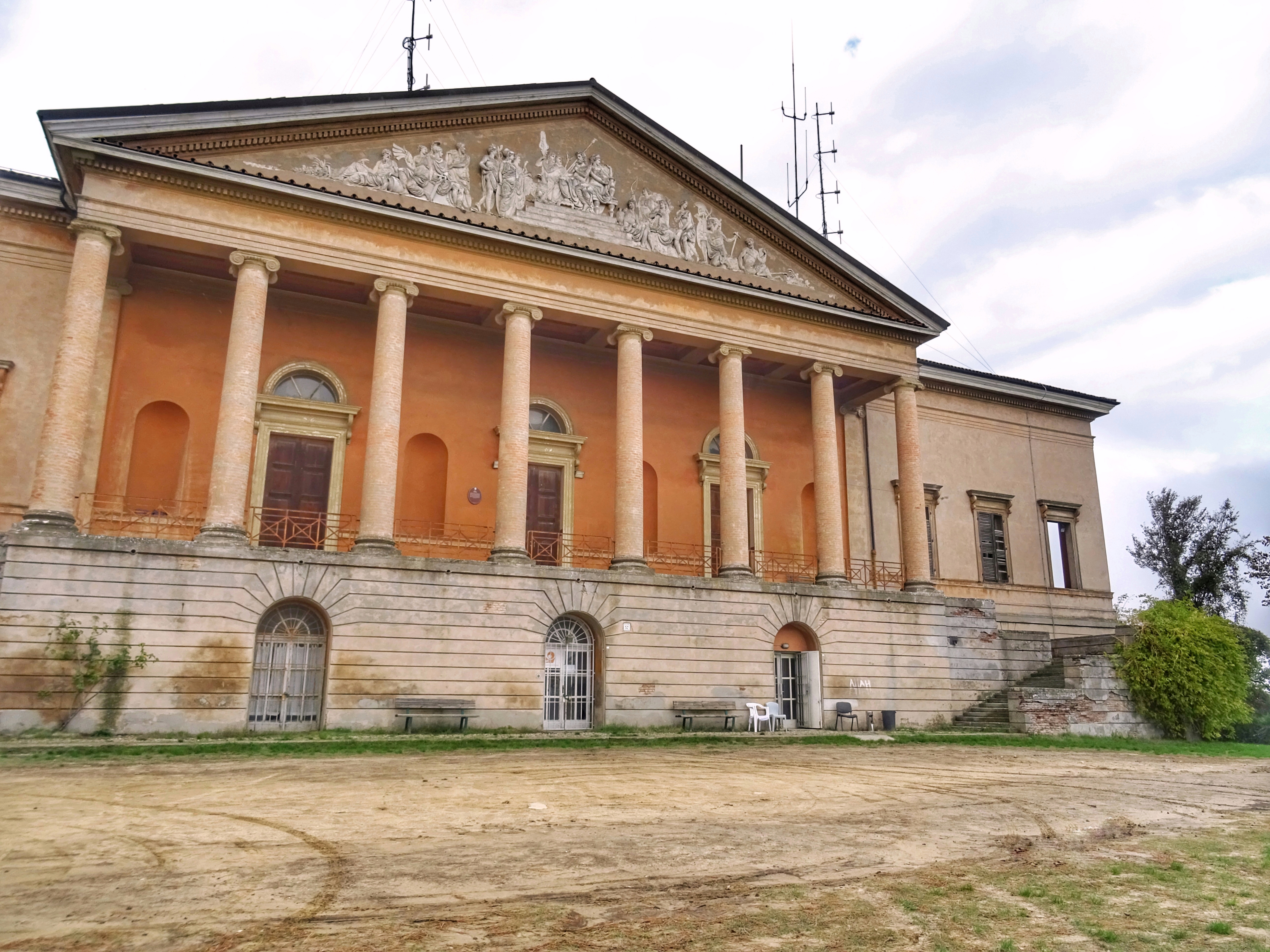
Villa Aldini

Studente a Roma dal 1804 al 1808, vinse il premio Marsili-Aldrovandi dell'Accademia Clementina nel 1803. Nel 1810 vinse anche il premio Curlandese.
Ebbe nel 1811 l'incarico di progettare Villa Aldini, che domina Bologna dal colle dell'Osservanza ma la lasciò incompiuta.
Nel 1814 realizzò il Teatro Contavalli sotto la direzione di Giovan Battista Martinetti.
Fu chiamato inoltre per due monumenti funebri nella Certosa di Bologna ma la morte prematura gli impedì di terminare queste opere.
Fu sepolto nel cimitero monumentale bolognese.